# Kajakarstwo na Igrzyskach Panamerykańskich 1987
Zawody w kajakarstwie na Igrzyskach Panamerykańskich 1987 zostały rozegrane w dniu 9 sierpnia 1987 roku. Areną zmagań był Eagle Creek Park.

## Medaliści
Mężczyźni
| Konkurencja | 1. miejsce                                                                    | Wynik   | 2. miejsce                                                                 | Wynik   | 3. miejsce                                                                        | Wynik   |
| ----------- | ----------------------------------------------------------------------------- | ------- | -------------------------------------------------------------------------- | ------- | --------------------------------------------------------------------------------- | ------- |
| K-1 500 m   | Norman Bellingham                                                             | 1:49,00 | Luis Pérez                                                                 | 1:54,06 | Jeff Houser                                                                       | 1:58,45 |
| K-1 1000 m  | Greg Barton                                                                   | 3:47,26 | Jorge García                                                               | 4:06,03 | Atilio Vásquez                                                                    | 4:08,91 |
| K-2 500 m   | Stany Zjednoczone · Mike Herbert · Terry Kent                                 | 1:38,97 | Kuba · Mario Marcheco · Jorge Méndez                                       | 1:42,74 | Kanada · Arthur Ladanyi · Eric Myles                                              | 1:44,61 |
| K-2 1000 m  | Stany Zjednoczone · Greg Barton · Norman Bellingham                           | 3:22,30 | Kuba · Mario Marcheco · Jorge Méndez                                       | 3:33,95 | Kanada · Jeff Houser · Liam Jewell                                                | 3:35,38 |
| K-4 1000 m  | Stany Zjednoczone · Curt Bader · Michael Harbold · Terry White · Mike Herbert | 3:02,90 | Kuba · Luis Fernández Ramón · Mario Marcheco · Jorge García · Jorge Méndez | 3:08,65 | Argentyna · Juan Labrín · José Luis Marello · Fernando Chaparro · Gustavo Cirillo | 3:12,51 |
| C-1 500 m   | Jim Terrell                                                                   | 2:06,25 | Stephen Wasteneys                                                          | 2:07,94 | Jorge Montero                                                                     | 2:12,47 |
| C-2 500 m   | Kuba · Juan Aballí · Jorge Montero                                            | 1:57,22 | Kanada · Jack Chubaty · Max Tracy                                          | 2:00,57 | Stany Zjednoczone · Rodney McLain · Bruce Merritt                                 | 2:00,86 |
| C-1 1000 m  | Bruce Merritt                                                                 | 4:21,83 | Armando Sillega                                                            | 4:23,64 | Stephen Wasteneys                                                                 | 4:23,79 |
| C-2 1000 m  | Kanada · Jack Chubatty · Max Tracy                                            | 3:50,13 | Stany Zjednoczone · Rodney McLain · Jim Terrell                            | 3:53,10 | Kuba · Jorge Montero · Juan Aballí                                                | 3:57,38 |

Kobiety
| Konkurencja | 1. miejsce                                                                                | Wynik   | 2. miejsce                                                                 | Wynik   | 3. miejsce                                                               | Wynik   |
| ----------- | ----------------------------------------------------------------------------------------- | ------- | -------------------------------------------------------------------------- | ------- | ------------------------------------------------------------------------ | ------- |
| K-1 500 m   | Traci Phillips                                                                            | 2:08,49 | Erika Revesz                                                               | 2:13,59 | Verónica Arbo                                                            | 2:13,78 |
| K-2 500 m   | Stany Zjednoczone · Shirley Dery-Batlik · Sheila Conover                                  | 2:00,31 | Kanada · Louise Hine · Cynthia Leonard                                     | 2:03,81 | Argentyna · María Millavro · Carina Martín                               | 2:04,53 |
| K-4 500 m   | Stany Zjednoczone · Sheila Conover · Shirley Dery-Batlik · Traci Phillips · Jojo Toeppner | 1:43,87 | Kanada · Erika Revesz · Cynthia Leonard · Louise Hine · Alexandra Rubinger | 1:47,36 | Kuba · Paula Grisel Rivas · Elisa Zaldívar · Vilma Lao · Belkis Martínez | 1:47,97 |

## Klasyfikacja medalowa
Opracowano na podstawie materiałów źródłowych.
| Miejsce | Państwo           | Złoto | Srebro | Brąz | Razem |
| ------- | ----------------- | ----- | ------ | ---- | ----- |
| 1.      | Stany Zjednoczone | 10    | 1      | 1    | 12    |
| 2.      | Kuba              | 1     | 6      | 3    | 10    |
| 3.      | Kanada            | 1     | 5      | 4    | 10    |
| 4.      | Argentyna         | 0     | 0      | 4    | 4     |
| Razem   | Razem             | 12    | 12     | 12   | 36    |